# TSG Sprockhövel
El TSG Sprockhövel es un equipo de fútbol de Alemania que juega en la Oberliga Westfalen, una de las ligas que conforman la quinta división de fútbol en el país.

## Historia
Fue fundado en 1881 en la ciudad de Sprockhövel con el nombre Turngemeinde Sprockhövel y es el equipo multideportivo más grande de la ciudad al contar con secciones en atletismo, baloncesto, balonmano, Budō, baile, gimnasia, bádminton, natación, tenis de mesa, tennis, triatlón, voleibol y otras actividades físicas.
En 1938 el club cambia su nombre al de Turnverein Sprockhövel luego de fusionarse con el Sportverein Sprockhövel (fundado en 1907) y entre 1922 y 1927 militó en la liga más importante de la región y enffrentó a equipos importantes como el FC Schalke 04, MSV Duisburg y Borussia Dortmund.
Pero el club desde la década de 1930 pasó entre las ligas regionales más bajas hasta que una serie de ascensos a finales del siglo XX lo llevaron hasta la Oberliga Westfalen en 2000. Desde entonces el club ha sido como un club yo-yo, cambiando de categoría constantemente hasta que retornó a la quinta división en 2012 hasta que un tercer lugar en la temporada 2015/16 le otorgó el ascenso a la Regionalliga West luego de que el SpVgg Erkenschwick declinó ascender.

## Palmarés
- Verbandsliga Westfalen – Grupo 2: 4 (V)

2000, 2002, 2007, 2009